# Шаховски турнир у Бад Кисингену
Турнир у Бад Кисингену, Немачка (Баварска), био је један од најјачих шаховских турнира свих времена захваљујући шаховској елити која је на њему учествовала.

## 1928.
Турнир се одржавао од 12. септембра до 25. септембра 1928. године.
Капабланка, изгубивши титулу светског шампиона 1927. године, решио је да се врати турнирском шаху, па је наредне године прихватио учешће на турниру у Бад Кисингену. Његов наследник на шампионском трону, Александар Аљехин, у томе га није следио.
Богољубов је победник турнира, играјући добро и померајући своје фигуре без грешке. Капабланка је био други после веома лошег старта. Аматерски првак света, Макс Еве (ову титулу је освојио у Хагу исте године) равноправно је одмерио снаге са најбољим шахистима тог времена. Рубинштајн је имао изванредан финиш и доспео до деобе четвртог места.

### Турнирска табела
| №   | Велемајстор          | Држава           | Рејтинг | 1 | 2 | 3 | 4 | 5 | 6 | 7 | 8 | 9 | 10 | 11 | 12 |  | Поени |
| --- | -------------------- | ---------------- | ------- | - | - | - | - | - | - | - | - | - | -- | -- | -- |  | ----- |
| 1.  | Ефим Богољубов       | Немачка          | 2947    |   | 0 | ½ | 1 | ½ | 1 | ½ | 1 | 1 | 1  | 1  | ½  |  | 8     |
| 2.  | Хосе Раул Капабланка | Куба             | 2786    | 1 |   | ½ | ½ | ½ | ½ | 1 | ½ | 1 | 0  | ½  | 1  |  | 7     |
| 3.  | Макс Еве             | Холандија        | 2571    | ½ | ½ |   | 1 | ½ | 1 | 0 | 1 | 0 | ½  | ½  | 1  |  | 6½    |
| 4.  | Акиба Рубинштајн     | Пољска           | 2633    | 0 | ½ | 0 |   | 1 | ½ | 1 | 1 | ½ | ½  | ½  | 1  |  | 6½    |
| 5.  | Арон Нимцович        | Данска           | 2697    | ½ | ½ | ½ | 0 |   | ½ | ½ | 0 | ½ | 1  | 1  | 1  |  | 6     |
| 6.  | Рихард Рети          | Пољска           | 2517    | 0 | ½ | 0 | ½ | ½ |   | 1 | ½ | ½ | ½  | 1  | ½  |  | 5½    |
| 7.  | Савиели Тартаковер   | Француска        | 2591    | ½ | 0 | 1 | 0 | ½ | 0 |   | 1 | ½ | ½  | ½  | ½  |  | 5     |
| 8.  | Френк Маршал         | Сједињене Државе | 2622    | 0 | ½ | 0 | 0 | 1 | ½ | 0 |   | 1 | 1  | ½  | ½  |  | 5     |
| 9.  | Фредерик Јетс        | Енглеска         | 2436    | 0 | 0 | 1 | ½ | ½ | ½ | ½ | 0 |   | ½  | ½  | 1  |  | 5     |
| 10. | Рудолф Спилман       | Аустрија         | 2607    | 0 | 1 | ½ | ½ | 0 | ½ | ½ | 0 | ½ |    | ½  | ½  |  | 4½    |
| 11. | Зигберт Тараш        | Немачка          | 2492    | 0 | ½ | ½ | ½ | 0 | 0 | ½ | ½ | ½ | ½  |    | ½  |  | 4     |
| 12. | Жак Мисес            | Енглеска         | 2407    | ½ | 0 | 0 | 0 | 0 | ½ | ½ | ½ | 0 | ½  | ½  |    |  | 3     |

## Занимљивости
Последње недеље у Бад Кисингену, бивши руски шампион Богољубов брзо је корачао по дворани док је ишчекивао потез свог противника. Када је др Макс Еве одиграо свој потез и притиснуо сат, настали су проблеми за Богољубова пошто му није преостало много времена до временске контроле. Међутим, није био забринут. Све што му је требало је реми да би победио на турниру и поновио свој тријумф из Москве од пре три године. У 36. потезу му је то и успело. Његов противник није могао да спречи понављање потеза и партија је завршена ремијем.